# 蒙特瑞 (路易斯安那州)
蒙特瑞（英語：Monterey）是位於美國路易斯安那州康科迪亞堂區的一個普查規定居民點。

## 人口
根據2020年美國人口普查的數據，蒙特瑞的面積為8.15平方千米，當中陸地面積為7.34平方千米，而水域面積為0.81平方千米。當地共有人口474人，而人口密度為每平方千米58.16人。